# Eva Rydberg
Pour les articles homonymes, voir Rydberg.
Eva Gunilla Johansson Rydberg KVO (née le 20 juin 1943) est une chanteuse, actrice, comédienne, artiste de revue et danseuse suédoise.

## Biographie

### L'enfance et le cirque
Eva Rydberg grandit dans un foyer ouvrier sur Spångatan à Malmö. Son père Karl Rydberg (1904-1978) est réparateur et sa mère Hertha Lindholm (1906-1994) travaille dans une fabrique de sacs. Son frère aîné est le pédagogue de la danse Lennart Rydberg.
Enfant, elle prend des cours de ballet avec Margit Gerle et a l'occasion de jouer dans des pièces de théâtre pour enfants au Malmö Folkets Park. Au début de son adolescence, elle danse dans le ballet du Malmö City Theatre. Lorsqu'elle apprend que Povel Ramel recherche des danseuses pour la revue Knäppupp à l'Idéonteatern de Stockholm, elle envoie une photo au directeur de Knäppupp, Felix Alvo, et est engagée. Au cours de l'été 1960, elle part en tournée avec Knäppupp dans le spectacle sous chapiteau Karl Gerhard's Jubelsommar. La tournée sous chapiteau lui a donné le goût du cirque et elle a rapidement accepté des rôles de clown, d'abord au Cirkus Schumann à Copenhague, puis en tournée avec le Cirkus Benneweis. À la fin des années 1970, elle a été engagée comme clown par François Bronett au Cirkus Scott et s'est produite à l'Olympia, à Paris.

### Le théâtre et Geigert
Après avoir été danseuse au Grand Théâtre de Göteborg, Rydberg se retrouve au théâtre d'Odense, au Danemark, en 1965. La comédie musicale West Side Story devait être mise en scène et Rydberg s'est vu offrir le rôle du garçon manqué Anybody. Elle obtient un contrat de trois ans avec Sandrews et joue le même rôle à l'Oscarsteatern de Stockholm. Rydberg fait ses débuts à la télévision en 1966 en tant que membre d'une troupe comique dans Tiotusenkronorsfrågan.
Owe Thörnqvist reconnaît le talent comique de Rydberg et l'engage pour son émission de pub à l'ancien Hamburger Börs en 1966. C'est le début d'une nouvelle ère dans la carrière de Rydberg - l'ère du pub show. Lasse Kühler est le partenaire de Rydberg sur scène dans de nombreux pubs shows et programmes télévisés. Elle travaille parfois avec Björn Skifs, parfois avec Kühler et Skifs en même temps. Siw Malmkvist, Tommy Körberg, Sten Ardenstam, Mikael Neumann et Ewa Roos sont quelques-uns des autres collègues avec lesquels Eva Rydberg a travaillé sur la scène des pubs.
En 1970, Rydberg a commencé à jouer dans la revue de Hagge au théâtre Liseberg de Göteborg. Le roi de la revue, Hagge Geigert, lui offre deux numéros qui sont devenus des classiques, Strippan et la chanson immortelle Den närsynte bofinken Knut. D'autres numéros classiques de Rydberg sont Karate-Karin et la chanteuse d'opéra Rosa von Drinkenskvätt.
C'est Geigert qui a fait ressortir le talent unique d'Eva Rydberg pour imiter et parodier d'autres artistes. Michael Jackson, Sammy Davis Jr, Lill-Babs, Ernst-Hugo Järegård et Barbra Streisand ne sont que quelques-unes des célébrités qu'elle a imitées.

### Film, télévision et théâtre
Ses rôles au cinéma sont rares, mais elle a fait ses débuts à l'âge de douze ans en jouant Edvard Persson dans le film Blå himmel, a joué dans le film culte Drra på, en kul ting på väg till Götet en 1967 et a interprété une fille de la vallée folle dans Sound of Näverlur en 1971. Elle est apparue dans cinq des calendriers de Noël de la SVT : Teskedsgumman, Långtradarchaufförens berättelser, Trolltider, Superhjältejul et Jakten på tidskristallen. Elle a également doublé des dessins animés, dont Hugo - the Jungle Animal et Escape from the Chicken Farm, et a enregistré cinq disques. Elle a participé plusieurs fois à l'émission Svensktoppen et a connu son plus grand succès avec la chanson de Lasse Berghagen « Han är väldigt lik oss andra » en 1975. Rydberg a participé au Melodifestivalen 1977 où elle a chanté « Charlie Chaplin », écrite par Tomas Ledin.

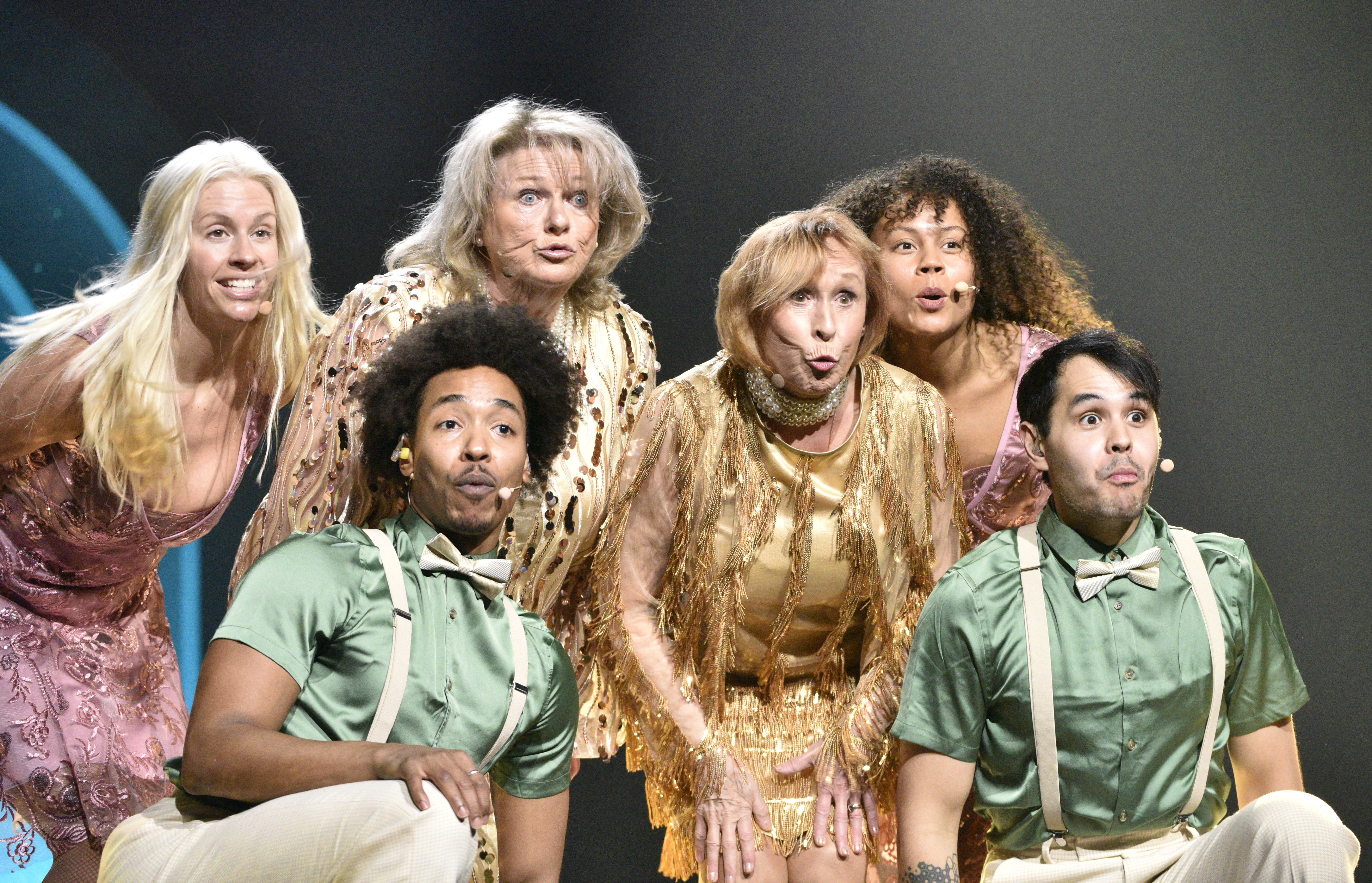
Eva et Ewa performant lors du Melodifestivalen 2023.

Elle a participé pour la deuxième fois au Melodifestivalen 2021, cette fois avec Ewa Roos. La chanson « Rena rama ding dong » a été écrite par son fils Kalle Rydberg, avec Ari Lehtonen et Göran Sparrdal. La chanson s'est retrouvée dans Andra chansen et plus tard dans la top liste de Spotify et Svensktoppen. Le duo a fait son retour dans le Melodifestivalen 2023 avec la chanson « Länge leve livet » écrite par Kalle Rydberg, Emil Vaker et Henric Pierroff.
Le rôle-titre dans la comédie musicale Sweet Charity à l'Östgötateatern de Norrköping-Linköping en 1989 a marqué une étape importante dans sa carrière. En 1990, elle a fait la première partie du spectacle de Frank Sinatra au Globen de Stockholm.

### Fredriksdal, Sundspärlans friluftsteater et ses dernières années
Au cours de l'été 1993, Rydberg a commencé à jouer contre sa grande idole Nils Poppe dans la pièce folklorique Bröderna Östermans huskors au Fredriksdalsteatern à Helsingborg. L'année suivante, Poppe souhaite prendre sa retraite et propose à Eva Rydberg de lui succéder à la tête du théâtre. Eva a accepté l'offre et, depuis 1994-2023, elle alterne les comédies classiques et les comédies nouvellement écrites dans l'esprit de Nils Poppe. Certains des succès de Fredriksdal ont été présentés à l'Intiman de Stockholm et au Nöjesteatern de Malmö et ont été diffusés par SVT. En hiver, elle a joué des comédies au Palladium de Malmö, telles que Gröna Hissen, Lilla Fransyskan et Prosit, kommissarien !
Rydberg a joué deux fois le rôle de la directrice d'orphelinat alcoolique Miss Hannigun dans la comédie musicale Annie, d'abord à Copenhague en 1995, puis à Malmö en 2004. À l'automne 2001, elle a joué le rôle de Puck dans le classique de Shakespeare, Le Songe d'une nuit d'été. La même année, elle publie ses mémoires.
En 2018, Rydberg a été l'animateur estival de Sommar i P1.
En 2022, Rydberg a participé au Melodifestivalen de SVT, avec un numéro de chant et de danse.
Lorsque le contrat de Rydberg pour la gestion du Fredriksdalsteatern expire en 2023, la ville choisit de ne pas le prolonger et, après une controverse, lui propose, ainsi qu'à son ensemble, de prendre en charge la gestion du théâtre en plein air historique Sundspärlan, récemment rénové, car la ville souhaite faire un nouvel investissement dans la zone de l'ancien parc folklorique. À partir de l'été 2024, elle travaillera donc avec sa famille et son ensemble dans ce théâtre, celui-là même où elle est apparue comme danseuse dans l'opérette Princesse Czardas à l'âge de 15 ans.

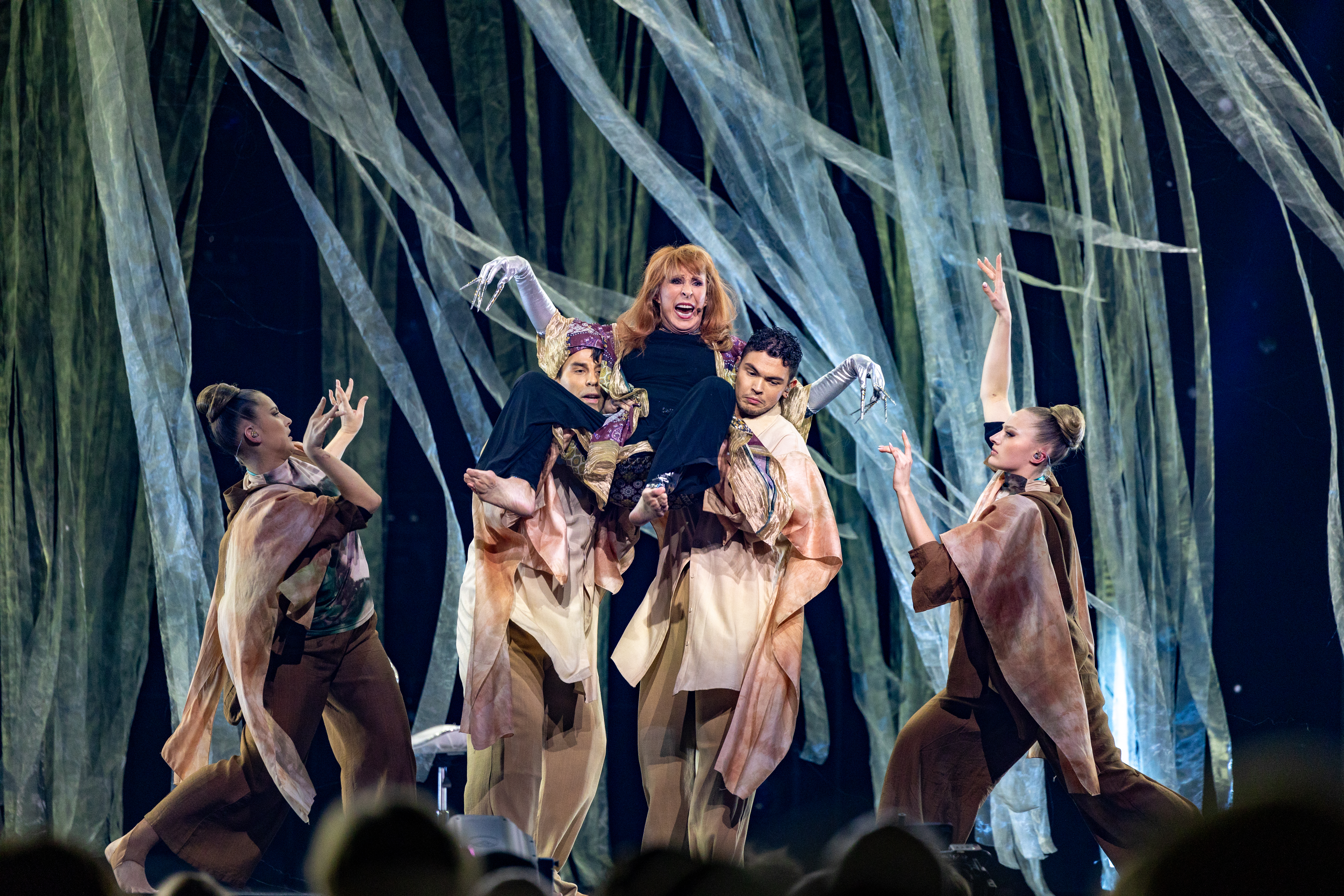
Eva interprétant Euphoria de Loreen lors d'un entracte du Melodifestivalen 2025.

En 2025, elle apparait lors du Melodifestivalen une nouvelle fois pour interpréter Tattoo et Euphoria de la chanteuse Loreen.

### Autres informations
Eva Rydberg a été pendant un certain temps la tête d'affiche des chrétiens-démocrates, après avoir été recrutée par Alf Svensson. Avec Svensson, Rydberg a participé à la campagne électorale de 1982 pour les chrétiens-démocrates[3].

### Vie privée
Eva Rydberg a été mariée au batteur Ola Brunkert (1946-2008) de 1969 à 1972 et a eu un fils, Kalle Rydberg (né en 1974), avec Mats Hellqvist (né en 1949). En 1979, elle épouse le musicien et professeur de musique Tony Johansson (né en 1945), fils d'Evert Johansson et d'Astrid Karlsson, célibataire, avec qui elle a une fille, Birgitta Rydberg (née en 1980).

## Distinctions
- Commandeur de l'ordre de Vasa (2024)
- Médaille de Sa Majesté le Roi